# Convenção de 1817
A Convenção Adicional ao Tratado de 22 de Janeiro de 1815 ou Convenção de 1817 foi um tratado assinado a 28 de Julho de 1817 entre o rei D. João VI de Portugal e Jorge III do Reino Unido. Foi assinado em Londres pelos Ministros Plenipotenciários de ambas as Cortes, e ratificado por ambas.
A convenção de 1817 foi o terceiro de três acordos diplomáticos assinados entre Portugal e o Reino Unido com respeito ao tráfico de escravos. O primeiro foi o Tratado de Aliança e Amizade, assinado em 1810, que pelo artigo X restringia o comércio de africanos às possessões portuguesas no continente africano, na costa de África chamada pelos portugueses Costa da Mina, e nos territórios de Cabinda e Molembo. O segundo foi o Tratado de 22 de Janeiro de 1815, assinado durante o Congresso de Viena, abolindo o tráfico de escravos na costa africana a norte da linha do Equador.

## Análise
A convenção surgiu da impossibilidade criada pelos gabinetes de ambos os países no cumprimento das disposições do Tratado de 1815. Foi assim estipulado o direito de visita recíproco de embarcações da marinha de guerra de ambas as nações a navios de ambos os países suspeitos suspeitos de praticarem o tráfico de escravos a norte do Equador, em violação do disposto no Tratado de 1815; assim como a formação de comissões ou tribunais mistos, nas quais juízes dos dois países julgariam as apreensões feitas pelos navios de guerra responsáveis pelo patrulhamento nas costas africanas e no alto-mar. Estas comissões ou tribunais localizavam-se na Serra Leoa, possessão inglesa em África, e no Rio de Janeiro. Estas estipulações até então não eram admitidas em tempo de paz, representando assim uma novidade no direito público europeu. A convenção foi a última negociação relativa ao tráfico de escravos feita durante a permanência da Corte no Rio de Janeiro.
Apesar da intenção declaradamente abolicionista, a convenção efectivamente legitimava e protegia o tráfico português de escravos a sul do Equador, não estipulando um prazo limite para o fim dessa prática, podendo ser interpretada como uma vitória diplomática face ao Reino Unido na defesa dos interesses tanto dos traficantes, como de círculos da própria Corte de Portugal. Ao barrar qualquer acordo internacional que viesse a restringir o tráfico, a Convenção satisfazia os interesses de sectores americanos e de estadistas próximos ao Rei, que projectavam o futuro político da Monarquia Portuguesa a partir da América. A Convenção de 1817 aumentou assim, efectivamente, a proeminência da parte americana da Monarquia sobre as outras partes do Império Português.
Por outro lado, a diplomacia portuguesa parece ter cometido um "erro fatal" na redacção do texto desta convenção, ao propor que, ao contrário do que sucedeu nos dois primeiros tratados, fosse fixada matematicamente, e com uma grande precisão geográfica, os limites daquele regime de excepção, declarando que os territórios em que os súbditos portugueses continuariam a ter liberdade de tráfico, pela única razão - de acordo com o disposto nos dois primeiros tratados - de serem pertença da Coroa Portuguesa, eram:
1. Todos os efectivamente possuídos por essa coroa entre o paralelo 18º e o 8º de latitude Sul;
2. Aqueles sobre os quais Portugal declarara que reservava os seus direitos, chamados Molembo e Cabinda, "na costa oriental africana", desde o paralelo 5º 12’, ao paralelo 8º latitude Sul;[3]

Esta determinação dos diplomatas de 1817, pretensamente definitiva, geográfica e precisa, acabou sendo extremamente desastrosa. Em primeiro lugar, porque se lançaram na costa oriental africana os territórios ocidentais de Molembo e Cabinda, erro só corrigido dois anos depois, com a modesta qualificação de um “erro verbal” - a verbal mistake - pela Convenção Adicional de 30 de Abril de 1819. Em segundo lugar porque, ao contrário das inofensivas consequências da errónea localização geográfica de Molembo e Cabinda, o preço a pagar pela fixação dos paralelos geográficos como limites dos territórios referidos, foi extraordinariamente alto.
A norte, onde os “domínios de Portugal”, até aí se estendiam até ao Cabo de Lopo Gonçalves, a 0º 36’ de latitude Sul - o "cabo Lopez" da cartas inglesas -, e que a convenção de Madrid de 1786 havia acolhido no principio fundamental que lhe deu origem e que teve por fim definir:
“A França não contesta nem pretende diminuir os direitos soberanos de Portugal na costa do norte e no grande rio africano, e nenhum embaraço e nenhuma objecção põe  a essa soberania e ao seu exercício.”, retrairam-se até ao Chiloango, no paralelo 5º 12’. Portugal perdeu, desta maneira, 5º de costa. Embora se pudesse argumentar que os tratados anteriores já fixavam a Costa de Molembo como limite extremo, esses mesmos tratados referiam tão somente os territórios de Molembo e Cabinda, sendo que este último termina na embocadura do rio Zaire, na ponta do Diabo - a "Red Point" das cartas inglesas, localizada a 5º 44’ de latitude Sul -, ou quando muito na ponta Banana, a 6º 2’de latitude Sul. A Convenção de 1817, no entanto, situava esse mesmo limite de forma absurda a 8º de latitude Sul, além mesmo do Ambriz, alargando assim a área dos territórios sobre os quais Portugal "reservava direitos" ou, o que é o mesmo, reduzindo aqueles que até então eram positivamente reconhecidos como "domínios efectivos" da Coroa Portuguesa, retirando-lhe nem mais nem menos que toda a região compreendida entre o paralelo 8º e a margem direita do rio Zaire, inclusive. Acaso este erro não tivesse sido cometido, provavelmente nunca se teria levantado a chamada Questão do Ambriz, nem tampouco a que se lhe seguiu, a não menos famosa Questão do Zaire, os direitos reservados continuariam a abranger apenas os territórios de Molembo e Cabinda. Para o sul, incluindo o rio Zaire, haveria somente o "domínio efectivo" de Portugal, claramente afirmado e nunca posto em dúvida, em linha com os tratados de 1810 e de 1815, e perfeitamente de acordo com a convenção de Madrid de 1786.

## Consequências
Apesar de tudo, somente quase três décadas após a assinatura da Convenção de 1817, em 1846, se verificaram as funestas consequências deste tratado. Nesse ano, e a propósito da apreensão e do julgamento regular de um navio negreiro do Brasil, apresado ao norte do Ambriz pelas autoridades portuguesas, o representante inglês em Lisboa observava ao Governo português, em nota datada de 24 de Novembro de 1846, que o seu governo somente reconhecia a soberania portuguesa do paralelo 8º para o sul, de acordo com o texto da convenção de 1817. Dali para o norte começava uma região que, apesar de Portugal ter reservado direitos sobre a mesma, a Inglaterra, na opinião do diplomata inglês, não os reconhecia. Alguns dias depois, e na sequência do julgamento, por um tribunal português, do caso de um navio português apresado pelas autoridades portuguesas na latitude 7º 36´ Sul, é remetida pelo Governo inglês outra nota, desta vez pelo próprio Lorde Palmerston, ratificando e reproduzindo a mesma doutrina da primeira, e comunicando o receio de alguns membros da comissão mista luso-britânica, criada pelo tratado de 3 de Julho de 1842 entre Portugal e a Grã-Bretanha, para julgar as presas feitas por crime de tráfico, de que Portugal fizesse valer (forced no original) os seus direitos de soberania entre os paralelos 5º 12´ e 8º Sul, prejudicando assim os traficantes ingleses que negociavam livremente naquela parte da costa africana. Na mesma nota, Lorde Palmerston paradoxalmente afirma expressamente que, por um lado, Molembo era o território no extremo setentrional da soberania reservada de Portugal, mas não reconhecida efectivamente pela Inglaterra; e que o Ambriz era o ponto extremo daquele lado do território sobre o qual a Inglaterra reconhecia essa soberania. O paradoxo resulta do facto de que o Ambriz, estando localizado a 7º 52’ Sul, está, portanto, ao norte do paralelo 8º, pelo que aquele reconhecimento colidia com as referidas limitações fixadas pelo tratado de 1817, tornando irrelevantes, assim, as correspondentes alegações inglesas.
Somente a 9 de Novembro de 1850 o embaixador inglês em Lisboa explicou ao Governo português o paradoxo contido na nota de Lorde Palmerston, alegando que este só no ano seguinte, em 1847, soubera, pelos comissários britânicos em Luanda, que o Ambriz de facto ficava ao norte do paralelo 8º. À estranheza causada pela demora na explicão, soma-se o facto de que à data abundavam já os mapas ingleses, até oficiais, que determinavam a posição exacta do Ambriz. De qualquer forma, mesmo reconhecendo o equívoco, o Governo inglês abdicou da contestação ao direito português de ocupação do Ambriz, argumentando que um erro geográfico não prevaleceria sobre o texto e a interpretação dos tratados. A esta sequência de controvérsias acresce a nota enviada a 26 de Novembro de 1853, que, repetindo as declarações anteriores, acrescenta ainda que é certo que "Portugal adquiriu no século XV" o direito à soberania da região compreendida entre os paralelos 5º 12’ e 8º Sul, mas que esse direito se achava então prejudicado pelo abandono, "suffered to lapse", uma vez que não houvera ocupação desses territórios. Em reacção, o governo português, verificando que efectivamente não havia nesse lugar autoridades permanentes que afirmassem a sua soberania, e se opusessem ao tráfico de escravos, limitando-se o policiamento às visitas de cruzadores, resolveu pôr termo à Questão do Ambriz, através da sua ocupação efectiva por uma expedição militar chefiada por José Baptista de Andrade, em 6 de Junho de 1855, ocupação de resto já projectada de há muito, logo determinada pelo Governo português em 20 de Janeiro daquele ano. Uma vez resolvida a questão da ocupação, Portugal resolveu mantê-la fossem quais fossem as consequências, o que conseguiu com sucesso.